# Finale in Berlin
Finale in Berlin (Originaltitel: Funeral in Berlin) ist der zweite Film einer Trilogie mit dem britischen Agenten Harry Palmer als Hauptperson. Er basiert auf dem gleichnamigen Spionageroman von Len Deighton und bildet die Fortsetzung des Films Ipcress – streng geheim (The Ipcress File). Er fand seine Fortsetzung 1967 in Ken Russells Das Milliarden-Dollar-Gehirn (Billion Dollar Brain).

## Handlung
Das geteilte Berlin in den 1960er Jahren: Sergeant Harry Palmer, ein ehemaliger Schwarzmarkthändler und nun Agent in Diensten des britischen Security Service – laut Personalakte „arrogant, anmaßend und äußerst undurchsichtig“ – wird damit beauftragt, die Flucht des übertrittswilligen sowjetischen Geheimdienstobersts Stok aus Ostberlin zu organisieren.
In Berlin gelingen immer wieder waghalsige Fluchtmanöver über die Mauer, weshalb Oberst Stok plant, ebenfalls in den Westen zu flüchten, um seinen Ruhestand dort zu genießen. Der britische Geheimdienst soll diese Flucht organisieren, weshalb Palmer nach Berlin beordert wird. Dort trifft er seinen alten Kumpan Johnny Vulkan, der ebenfalls für den britischen Geheimdienst arbeitet.
Palmer geht – von Vulkan eingefädelt – über die Grenze nach Ost-Berlin und trifft sich mit Stok. Dieser verlangt, dass die Flucht vom Westberliner Fluchthilfespezialisten Kreutzman geplant und durchgeführt wird. Zurück in Westberlin leitet Palmer in die Wege, dass Vulkan ein Treffen mit Kreutzman arrangieren soll. Danach trifft er „zufällig“ die bezaubernd schöne Samantha Steel, die ihn mit zu sich nach Hause nimmt. Über seine Kontakte zur Berliner Polizei findet er mit Hilfe eines ihm aus früheren Zeiten bekannten Einbrechers heraus, dass Steel verschiedene falsche Pässe besitzt und es wohl einen triftigen Grund für ihr Interesse an seiner Person geben muss.
Am nächsten Abend findet das Treffen mit Kreutzman statt. Dieser verlangt eine größere Summe Geldes und vorbereitete falsche Papiere, weshalb Palmer zurück nach London muss. Stok soll als Leiche getarnt in einem Sarg aus Ostberlin herausgeschmuggelt werden. In London erhält Palmer auf den Namen Paul Louis Broum ausgestellte Papiere und eine Pistole. Die Überführungsaktion für Stok wird genehmigt, Palmer erhält das Geld und die von Kreutzman verlangten Papiere.
Bei ihrer nächsten Begegnung offenbaren sich Harry Palmer und Samantha Steel gegenseitig ihre geheimdienstliche Tätigkeit. Steel arbeitet für den israelischen Geheimdienst Mossad und ist auf der Suche nach einem ehemaligen NS-Kriegsverbrecher namens Paul Louis Broum, der unter falschem Namen in Berlin leben soll und ein von Juden gestohlenes Millionenvermögen in der Schweiz auf einem Nummernkonto deponiert hat. Sie vermutet ihn im Umfeld Vulkans. Harry erfährt daraufhin, dass Vulkan selbst der ehemalige Nationalsozialist Broum ist, der jahrelang von England gedeckt wurde. 
Die Überführung des Sargs mit dem vermeintlich eingeschlossenen Stok von Ost-Berlin verläuft reibungslos, doch beim Öffnen stellt sich heraus, dass nicht Stok darin liegt, sondern der tote Kreutzman. Stok wollte gar nicht fliehen, sondern lediglich den professionellen Fluchthelfer Kreutzman ausschalten. Palmer bekommt den Auftrag, Vulkan (Broum) zu eliminieren, lässt diesen jedoch am Leben. Broum möchte in einer nächtlichen Aktion über die Mauer nach Ost-Berlin kommen, um anschließend über die Tschechoslowakei in die Schweiz fliehen. Bei dem Versuch wird er jedoch von Steel und den Agenten des Mossad erschossen. Palmer, der bei der Aktion ebenfalls anwesend ist, kommt mit dem Leben davon.

## Schauspieler
Ursprünglich sollte die Rolle der Samantha Steel mit Anjanette Comer besetzt werden, die dann jedoch krankheitsbedingt durch Eva Renzi ersetzt wurde. Eva Renzis Stimme im Film wurde durch eine Synchronstimme ersetzt. Die „Feinde“ Paul Hubschmid (Johnny Vulkan) und Eva Renzi (Samantha Steel), die im Jahr zuvor in Berlin bereits für den Film Playgirl gemeinsam vor der Kamera gestanden hatten, heirateten 1967.

## Drehorte
Der Film zeigt mehrere bekannte Orte in West-Berlin Mitte der 1960er Jahre. Die erst wenige Jahre alte Berliner Mauer ist in ihrem ersten Bauzustand aus Hohlblöcken mit aufgesetztem Stacheldraht zu sehen, unter anderem am Brandenburger Tor und am Checkpoint Charlie. Ein weiterer Drehort war der Görlitzer Bahnhof (im Film Marx-Engels-Platz 59), bevor er 1975 endgültig abgerissen wurde. Einige Szenen spielen rund um den Breitscheidplatz, am Kurfürstendamm und in der Tauentzienstraße. Gedreht wurde auch auf dem Dach des Europa-Centers und am Flughafen Tempelhof.

## Kritiken
- Film-Dienst: „Sorgfältig inszenierter, etwas reißerischer und streckenweise unübersichtlicher Spionagefilm.“[1]

- Heyne-Filmlexikon (1996): „Ein interessanter Einblick in die Arbeitsweise der Nachrichtendienste, wenn sie denn so arbeiten. Gute Besetzung in einem spannenden Thriller.“

- Der Evangelische Filmbeobachter hält nicht viel von dem Streifen: „Farbiger Spionagethriller, überfrachtet mit Nebenhandlungen, wenig logisch im Aufbau und nur scheinbar realistisch.“[2]